# Terras úmidas de Hadejia-Nguru

Sistema hídrico ao qual faz parte

As terras úmidas de Hadejia-Nguru ou terras húmidas de Hadejia-Nguru estão situadas no estado de Iobe, no norte da Nigéria, e incluem o lago Nguru. São econômica e ecologicamente importantes, mas estão ameaçadas nos últimos anos pela redução das chuvas, a crescente população e a construção de barragens rio acima.

## Geografia
Essas terras úmidas estão na sub-bacia do Iobe-Comadugu na bacia do Chade. São formadas onde os rios Hadejia e Jamare encontram linhas de antigas dunas de areia em alinhamento nordeste-sudoeste e entram em vários canais. São drenados pelo rio Iobe, que flui a leste em direção ao Lago Chade. Eles encontram-se entre a savana do Sudão ao sul e o mais seco Sael ao norte. Parte das terras são permanentemente inundadas, enquanto outras são inundadas apenas na estação chuvosa (agosto e setembro).
Uma área de drenagem confusa formou-se ali, com múltiplos rios e um complexo padrão de terra inundada e seca permanente e sazonalmente. A precipitação anual varia entre 200–600 mm durante o período do final de maio a setembro. Ao mesmo tempo, as várzeas podem ter coberto até 3000 km2. Entre 1964 e 1971, mais de 2000 km2 foram inundados. Em 1983, menos de 900 km2 estavam inundados, e menos de 300 km2 estava inundados no ano da seca de 1984.

## Ecologia

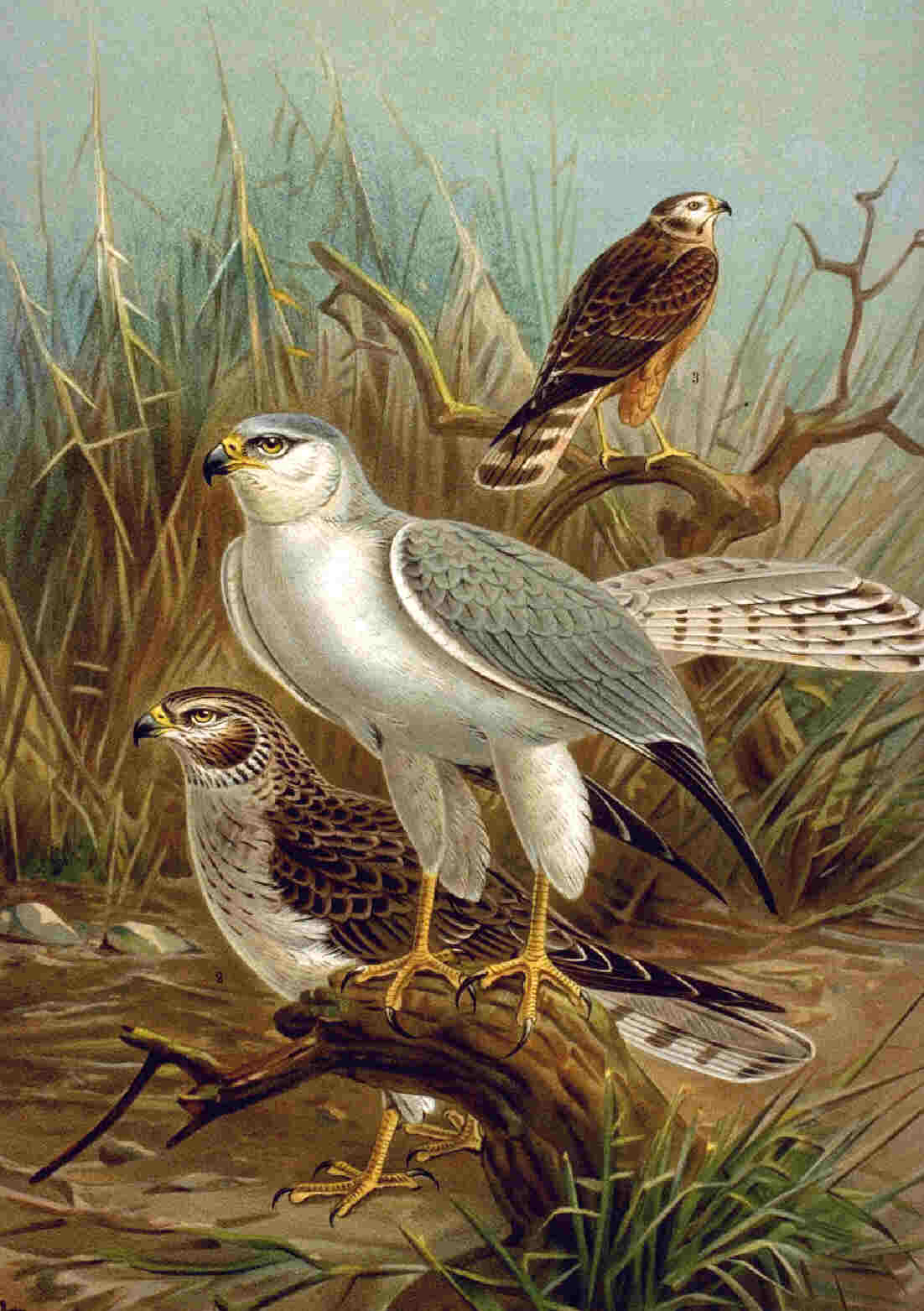
Tartaranhão-pálido ilustrado por Johann Friedrich Naumann

Suas várzeas estão na lista das terras úmidas de importância internacional. O lago Nguru e o complexo do Canal de Marma (58 100 hectares) estão designados como sítio Ramsar e partes dessas terras estão protegidas por cinco reservas florestais e um refúgio de vida selvagem. As zonas úmidas são importantes às aves aquáticas, tanto espécies reprodutoras como aves aquáticas de invernada e passagem paleoártica. A população estimada de aves aquáticas varia entre 200 000 e 325 000. 377 espécies de aves foram avistadas, incluindo aparições ocasionais das espécies quase-ameaçadas ao tartaranhão-pálido e a narceja-real e números significativos de espécies do bioma do Sael e da savana do Sudão-Guiné; a população de zarro-castanho declinou consideravelmente em anos recentes. A zona também abriga 89 espécies de peixes de água doce e ocasionalmente gazelas do gênero Eudorcas rufifrons.
Três tipos de vegetação são identificáveis. A primeira é a savana que inclui as áreas altas agriculturáveis e os bosques de acácia. A segunda, que cresce nas terras "tudu" (cristas arenosas que, à exceção de lagos dispersos e efêmeros, nunca são inundadas) é formada por espécies de árvores (Acacia albida, zízifo, balanita egípcia, tamarindo e imbondeiro), gramíneas (cenchrus biflorus, andropogon e etiveria nigritana) e bolsões de vegetação ripária, chamadas "curmi" (Khaya senegalensis, Mitragyna inermis, ébano africano), que nalguns sítios foi substituída por pomares de mangueiras do gênero Mangifera indica e goiabeiras. A terceira, que cresce nos pântanos sazonalmente alagados e "fadama", é formada por espécies de árvore (acácia nilótica e palmeira dum), gramíneas aquáticas (Echinochloa e Oryza sativa) e terrestres (Setaria, Cyperus e Dactyloctenium aegyptium), uma espécie de fabácea (Mimosa pigra) e uma herbácea (Typha australis). Boa parte do fadama é utilizado para cultivo de arroz na estação chuvosa e na estação seca é usado para o cultivo de outras culturas à medida que os níveis de água caem, enquanto as áreas não cultivadas são pastadas pelos rebanhos.
Desde 1995, essa região esteve sob supervisão do Projeto de Conservação das Terras Úmidas de Hadejia-Nguru. O projeto foi coordenado conjuntamente pela Fundação de Conservação da Nigéria, a União Internacional à Conservação da Natureza, a Sociedade Real para Proteção de Pássaros e Conselho Internacional para Preservação Aviária. EM 1990, um grande projeto foi iniciado pela Comunidade Europeia e incluiu parte da zona. O Projeto de Desenvolvimento da Zona Árida Nordeste tem avultados recursos para gerar iniciativas de desenvolvimento das vilas e pretendeu-se dirigir uma atenção particular aos recursos potenciais das terras úmidas.

## Economia
A área é responsável por cerca de 1,5 milhão de agricultores, pastores e pescadores. As várzeas apoiam a agricultura de arroz de estação úmida, a agricultura de recessão e a agricultura de estação seca usando irrigação. As culturas incluem pimenta e trigo. As várzeas ajudam pescadores, que também cultivam, e fornecem lenha e forragem aos cavalos. Folhas das plantas locais são usadas para produção de manufaturados ou são vendidas como matéria prima como as folhas da palmeira dum que são processadas em fibras para produzir tapetes e cordas; a colheita e processamento da dum é uma atividade da estação seca e muitas pessoas imigram as terras úmidas para cultivá-la; outro tipo de folha muito utilizada são as de imbondeiro, usadas como ingrediente em sopas e bobós e são especialmente importantes como comida seca. Também são pastados o gado dos fulas que são trazidos de norte e sul na estação seca e mel é produzido por apicultores. No passado arroz, peixes e aves eram comercializadas, mas hoje os principais produtos são pimenta, trigo e lenha. Seu valor econômico é muito maior do que todos os esquemas de irrigação pelos quais seus rios são represados.

## Problemas
As várzeas sofreram secas cada vez mais graves nos últimos anos. Desde a década de 1980, o uso de pequenas bombas de irrigação a gasolina aumentou a terra que pode ser usada para a agricultura, causando conflitos com os pastores e disputas sobre a propriedade da terra. Além disso, o desenvolvimento ao longo da bacia dos rios e a construção de barragens tem controlado a maior parte do fluxo de água do Hadejia e reduziram as enchentes sazonais e o abastecimento total de água. Elas foram construídas com base nas informações das cheias relativas ao período anterior de 1973, porém as secas sentidas desde 1972 reduziram a proporção de precipitação nos rios. A inundação de 1988 foi uma das maiores em anos, e ela aumentou com o fracasso do projeto da barragem em Bagauda.
A construção da Tiga no Cano no início da década de 1970, e outra no Chalaua na década de 1990, exacerbou o efeito da baixa precipitação das últimas duas décadas. Vários estudos demonstraram que trouxeram valor econômico negativo às comunidades do curso inferior e estima-se que Tiga reduziu as inundações em cerca de 350 quilômetros quadrados. A construção de uma barragem no Hadejia logo acima da cidade de Hadejia para fornecer água à irrigação na Fase 1 do Projeto do Vale de Hadejia começou no início dos anos 80, mas foi interrompida por vários anos por problemas financeiros. A proposta barragem de Kafin Zaki no Jamare pode representar ameaça adicional. Por conta dessas mudanças, grandes áreas de agricultura e pastagens e importantes lagos de peixes secaram ao longo de canais bloqueados pela grama typha ou foram inundados.
As barragens também tiveram impacto na produção de peixe. Vários estudos demonstraram que a produção está intimamente relacionada à extensão das cheias e as barragens no alto curso dos rios afetou o fluxo d'água, bloqueou canais, mudou o transporte de limo, causou a perda de habitat e aumentou a temperatura e a quantidade de plâncton. Estudos anteriores à construção da barragem de Tiga registraram 46 espécies de peixes em Cano; após a construção o número caiu para 39. Com as inundações reduzidas e o aumento da população, o meio ambiente está degradado e existe crescente concorrência entre humanos e vida selvagem. Os agricultores usam veneno para matar tecelão-de-bico-vermelho que destroem destruindo e no processo matam espécies não-alvo. A terra marginal agora está sendo cultivada e a cobertura vegetal nas reservas florestais está sendo esgotada.